# ФК «Адміра» (Відень) у сезоні 1934—1935
ФК «Адміра» в сезоні 1934—1935 — 30-й сезон австрійського футбольного клубу «Адміра» (Відень).

## Склад і статистика
| Нац.         | Ім'я               | Ліга     | Ліга     | Кубок    | Кубок    | Кубок Мітропи | Кубок Мітропи | Разом    | Разом    |          |          |          |          |          |
| Нац.         | Ім'я               | Матчі    | Голи     | Матчі    | Голи     | Матчі         | Голи          | Матчі    | Голи     |          |          |          |          |          |
| Воротарі     | Воротарі           | Воротарі | Воротарі | Воротарі | Воротарі | Воротарі      | Воротарі      | Воротарі | Воротарі | Воротарі | Воротарі | Воротарі | Воротарі | Воротарі |
| ------------ | ------------------ | -------- | -------- | -------- | -------- | ------------- | ------------- | -------- | -------- | -------- | -------- | -------- | -------- | -------- |
| Австрія      | Петер Пляцер       | 22       | 0        | 2        | 0        | 9             | 0             | 33       | 0        |          |          |          |          |          |
| Захисники    |                    |          |          |          |          |               |               |          |          |          |          |          |          |          |
| Австрія      | Роберт Павлічек    | 22       | 0        | 2        | 0        | 9             | 1             | 33       | 1        |          |          |          |          |          |
| Австрія      | Антон Янда         | 17       | 0        | 2        | 0        | 9             | 0             | 28       | 0        |          |          |          |          |          |
| Півзахисники |                    |          |          |          |          |               |               |          |          |          |          |          |          |          |
| Австрія      | Карл Гуменбергер   | 21       | 3        | 1        | 0        | 9             | 2             | 31       | 5        |          |          |          |          |          |
| Австрія      | Зігфрід Йокш       | 0        | 0        | 1        | 0        | 0             | 0             | 1        | 0        |          |          |          |          |          |
| Австрія      | Йоганн Кліма       | 4        | 0        | 1        | 0        | 0             | 0             | 5        | 0        |          |          |          |          |          |
| Австрія      | Йозеф Міршицка     | 19       | 0        | 1        | 0        | 9             | 0             | 29       | 0        |          |          |          |          |          |
| Австрія      | Йоганн Урбанек     | 22       | 1        | 2        | 0        | 9             | 0             | 33       | 0        |          |          |          |          |          |
| Австрія      | Леопольд Шмеллерл  | 1        | 0        | 0        | 0        | 0             | 0             | 1        | 0        |          |          |          |          |          |
| Нападники    |                    |          |          |          |          |               |               |          |          |          |          |          |          |          |
| Австрія      | Вільгельм Ганеманн | 18       | 14       | 2        | 2        | 9             | 4             | 29       | 20       |          |          |          |          |          |
| Австрія      | Карл Дурспект      | 13       | 6        | 2        | 1        | 7             | 3             | 22       | 12       |          |          |          |          |          |
| Австрія      | Ігнац Зігль        | 0        | 0        | 0        | 0        | 7             | 0             | 7        | 0        |          |          |          |          |          |
| Австрія      | Леопольд Факко     | 2        | 0        | 0        | 0        | 1             | 0             | 3        | 0        |          |          |          |          |          |
| Австрія      | Адольф Фогль       | 22       | 10       | 2        | 2        | 9             | 7             | 33       | 19       |          |          |          |          |          |
| Австрія      | Леопольд Фогль     | 21       | 12       | 2        | 1        | 2             | 0             | 25       | 13       |          |          |          |          |          |
| Австрія      | Антон Шалль        | 18       | 15       | 0        | 0        | 1             | 1             | 19       | 16       |          |          |          |          |          |
| Австрія      | Карл Штойбер       | 22       | 11       | 2        | 2        | 9             | 3             | 33       | 16       |          |          |          |          |          |

## Чемпіонат Австрії

### Підсумкова турнірна таблиця
| М   | Команда           | І  | В  | Н | П  | РМ    | О  |
| --- | ----------------- | -- | -- | - | -- | ----- | -- |
| 1.  | Рапід (Відень)    | 22 | 18 | 4 | 0  | 95:30 | 40 |
| 2.  | Адміра (Відень)   | 22 | 15 | 4 | 3  | 74:27 | 34 |
| 3.  | Ферст Вієнна      | 22 | 11 | 5 | 6  | 36:25 | 27 |
| 4.  | Ваккер (Відень)   | 22 | 8  | 6 | 8  | 48:55 | 22 |
| 5.  | Лібертас (Відень) | 22 | 6  | 8 | 8  | 43:45 | 20 |
| 6.  | Вінер Шпорт-Клуб  | 22 | 8  | 4 | 10 | 33:40 | 20 |
| 7.  | Флорідсдорфер     | 22 | 7  | 6 | 9  | 41:53 | 20 |
| 8.  | Аустрія (Відень)  | 22 | 8  | 2 | 12 | 36:48 | 18 |
| 9.  | Відень            | 22 | 4  | 9 | 9  | 33:44 | 17 |
| 10. | Хакоах (Відень)   | 22 | 6  | 5 | 11 | 37:60 | 17 |
| 11. | Вінер АК          | 22 | 5  | 6 | 11 | 36:57 | 16 |
| 12. | Фаворітер         | 22 | 4  | 5 | 13 | 25:53 | 13 |

## Кубок Австрії
| 1/16 10.02.1935                                                                                              | «Адміра»                                                      | 7:1        | «Слован» | Відень                                                     |  |
| | Дурспект 20' Штойбер 24' 66' А.Фогль 35' 39' Ганеманн 69' 72' | (протокол) | 25' Кочі | Стадіон: «Адмірплац» Глядачі: 1000 Суддя: Ладислав Локвенц |  |
| «Адміра»: Пляцер — Павлічек, Янда — Кліма, Урбанек, Міршицка — Л.Фогль, Ганеманн, Штойбер, Дурспект, А.Фогль |                                                               |            |          |                                                            |  |

| 1/8 3.04.1935                                                                                                  | «Відень»                     | 2:1        | «Адміра»    | Відень                                                  |  |
| | Гассманн 35' Златоглавек 79' | (протокол) | 32' Л.Фогль | Стадіон: «Ніколсон-Плац» Глядачі: 2500 Суддя: Отто Янак |  |
| «Адміра»: Пляцер — Павлічек, Янда — Урбанек, Гуменбергер, Йокш — Л.Фогль, Ганеманн, Штойбер, Дурспект, А.Фогль |                              |            |             |                                                         |  |

## Кубок Мітропи
| 1/8 17 червня 1934 | Адміра (Відень) | 0:0        | Наполі | Відень                                                        |  |
| 18:00 CET |                 | (протокол) |        | Стадіон: Пратерштадион Глядачі: 10 000 Суддя: Богумил Женишек |  |
| Адміра: Петер Пляцер, Роберт Павлічек, Антон Янда, Йозеф Міршицка, Карл Гуменбергер, Йоганн Урбанек, Леопольд Фогль, Вільгельм Ганеманн, Карл Штойбер, Леопольд Факко, Адольф Фогль Наполі: Джузеппе Каванна, Джованні Вінченці, Луїджі Кастелло, Маджоріно Монджеро, Енріко Коломбарі, Енріко Рівольта, Умберто Візентін, Антоніо Вояк, Аттіла Саллустро, Джино Россетті, П'єтро Ферраріс |                 |            |        |                                                               |  |

| 1/8 24 червня 1934 | Наполі                        | 2:2        | Адміра (Відень)        | Неаполь                                                       |  |
| 17:00 CET | Саллустро 17' Вояк 56' (пен.) | (протокол) | Ганеманн 69' Фогль 75' | Стадіон: Джорджо Аскареллі Глядачі: 12 000 Суддя: Ференц Клуг |  |
| Наполі: Джузеппе Каванна, Джованні Вінченці, Луїджі Кастелло, Маджоріно Монджеро, Енріко Коломбарі, Енріко Рівольта, Умберто Візентін, Антоніо Вояк, Аттіла Саллустро, Джино Россетті, П'єтро Ферраріс Адміра: Петер Пляцер, Роберт Павлічек, Антон Янда, Йозеф Міршицка, Карл Гуменбергер, Йоганн Урбанек, Ігнац Зігль, Вільгельм Ганеманн, Карл Штойбер, Карл Дурспект, Адольф Фогль |                               |            |                        |                                                               |  |

| 1/8 перегравання 1 липня 1934 | Адміра (Відень)                                                        | 5:0        | Наполі | Цюрих                                                   |  |
| 17:00 CET | Фогль 1' Ганеманн 50' Павлічек 54' (пен.) Дурспект 62' Гуменбергер 77' | (протокол) |        | Стадіон: «Летцигрунд» Глядачі: 9 000 Суддя: Ганс Вютріх |  |
| Адміра: Петер Пляцер, Роберт Павлічек, Антон Янда, Йозеф Міршицка, Карл Гуменбергер, Йоганн Урбанек, Ігнац Зігль, Карл Дурспект, Карл Штойбер, Вільгельм Ганеманн, Адольф Фогль Наполі: Джузеппе Каванна, Джованні Вінченці, Луїджі Кастелло, Маджоріно Монджеро, Енріко Коломбарі, Енріко Рівольта, Умберто Візентін, Антоніо Вояк, Аттіла Саллустро, Джино Россетті, П'єтро Ферраріс |                                                                        |            |        |                                                         |  |

| 1/4 18 липня 1934 | Адміра (Відень)                        | 4:0        | Спарта (Прага) | Відень                                                      |  |
| 18:00 CET | Штойбер 34' 43' Ганеманн 40' Фогль 68' | (протокол) |                | Стадіон: Пратерштадіон Глядачі: 20 000 Суддя: Міхай Іванчич |  |
| Адміра: Петер Пляцер, Роберт Павлічек, Антон Янда, Йоганн Урбанек, Карл Гуменбергер, Йозеф Міршицка, Ігнац Зігль, Карл Дурспект, Карл Штойбер, Вільгельм Ганеманн, Адольф Фогль Спарта: Богумил Кленовець, Ярослав Бургр, Йозеф Чтиршокий, Йозеф Коштялек, Ярослав Боучек, Еріх Србек, Франтішек Пельцнер, Вацлав Грушка, Олдржих Неєдлий, Олдржих Заїчек, Геза Калочаї |                                        |            |                |                                                             |  |

| 1/4 22 липня 1934 | Спарта (Прага)              | 3:2        | Адміра (Відень)  | Прага                                                    |  |
| 18:00 CET | Седлачек 59' 63' Заїчек 86' | (протокол) | Дурспект 14' 40' | Стадіон: Летна Глядачі: 14 000 Суддя: Ріналдо Барлассіна |  |
| Спарта: Богумил Кленовець, Ярослав Бургр, Йозеф Чтиршокий, Йозеф Седлачек, Ярослав Боучек, Еріх Србек, Вацлав Грушка, Йозеф Коштялек, Раймон Брен, Олдржих Неєдлий, Олдржих Заїчек Адміра: Петер Пляцер, Роберт Павлічек, Антон Янда, Йоганн Урбанек, Карл Гуменбергер, Йозеф Міршицка, Ігнац Зігль, Карл Дурспект, Карл Штойбер, Вільгельм Ганеманн, Адольф Фогль |                             |            |                  |                                                          |  |

| 1/2 25 липня 1934 | Адміра (Відень)                               | 3:1        | Ювентус  | Відень                                                    |  |
| 18:00 CET | Адольф Фогль 13' Гуменбергер 47' Ганеманн 48' | (протокол) | Орсі 85' | Стадіон: Пратерштадион Глядачі: 16 000 Суддя: Ференц Клуг |  |
| Адміра: Петер Пляцер, Роберт Павлічек, Антон Янда, Йоганн Урбанек, Карл Гуменбергер, Йозеф Міршицка, Ігнац Зігль, Карл Дурспект, Карл Штойбер, Вільгельм Ганеманн, Адольф Фогль Ювентус: Джанп'єро Комбі, Дуїліо Сантагостіно, Умберто Калігаріс, Ренато Чезаріні, Маріо Варльєн, Луїджі Бертоліні, Джованні Варльєн, П’єтро Серантоні, Феліче Борель, Джованні Феррарі, Раймундо Орсі |                                               |            |          |                                                           |  |

| 1/2 29 липня 1934 | Ювентус             | 2:1        | Адміра (Відень) | Генуя                                                       |  |
| 16:30 CET | Борель 20' Орсі 32' | (протокол) | Фогль 43'       | Стадіон: Дель Літторіо Глядачі: 16 000 Суддя: Міхай Іванчич |  |
| Ювентус: Джанп'єро Комбі, Дуїліо Сантагостіно, Умберто Калігаріс, Луїджі Бертоліні, Луїс Монті, Маріо Варльєн, Джованні Варльєн, П'єтро Серантоні, Феліче Борель, Джованні Феррарі, Раймундо Орсі Адміра: Петер Пляцер, Роберт Павлічек, Антон Янда, Йоганн Урбанек, Карл Гуменбергер, Йозеф Міршицка, Ігнац Зігль, Карл Дурспект, Карл Штойбер, Вільгельм Ганеманн, Адольф Фогль |                     |            |                 |                                                             |  |

| фінал 5 вересня 1934 | Адміра (Відень)                                   | 3:2        | Болонья                             | Відень                                                             |  |
| | Карл Штойбер 55' Адольф Фогль 56' Антон Шалль 59' | (протокол) | 7' Альдо Співак 25' Карло Регуццоні | Стадіон: Пратерштадіон Глядачі: 50 000 Суддя: Вільям Волтер Волден |  |
| Адміра: Петер Пляцер, Роберт Павлічек, Антон Янда, Йоганн Урбанек, Карл Гуменбергер, Йозеф Міршицка, Ігнац Зігль , Вільгельм Ганеманн, Карл Штойбер, Антон Шалль, Адольф Фогль, тренери: Ганс Козоурек, Йоганн Сколаут · Болонья: Маріо Джанні, Еральдо Мондзельйо, Феліче Гаспері, Маріо Монтесанто , Альдо Донаті, Джордано Корсі, Бруно Маїні, Рафаель Сансоне, Альдо Співак, Франсиско Федулло, Карло Регуццоні, тренер:Лайош Ковач · |                                                   |            |                                     |                                                                    |  |

| фінал 9 вересня 1934 | Болонья                                                           | 5:1        | Адміра (Відень)         | Болонья                                                             |  |
| | Бруно Маїні 22' Карло Регуццоні 34' 39' 87' Франсиско Федулло 44' | (протокол) | 32' (пен.) Адольф Фогль | Стадіон: Дель Литторьяле Глядачі: 25 000 Суддя: Артур Джеймс Джуелл |  |
| Болонья: Маріо Джанні, Еральдо Мондзельйо, Феліче Гаспері, Маріо Монтесанто, Альдо Донаті, Джордано Корсі, Бруно Маїні, Рафаель Сансоне, Анджело Ск'явіо , Франсиско Федулло, Карло Регуццоні, тренер:Лайош Ковач · Адміра: Петер Пляцер, Роберт Павлічек, Антон Янда, Йоганн Урбанек, Карл Гуменбергер, Йозеф Міршицка, Леопольд Фогль, Карл Дурспект, Карл Штойбер, Вільгельм Ганеманн, Адольф Фогль , тренери: Ганс Козоурек, Йоганн Сколаут · |                                                                   |            |                         |                                                                     |  |

| Воротар: Петер Пляцер (9). Захисники: Антон Янда (6), Роберт Павлічек (9.1). Півзахисники: Йозеф Міршицка (9), Карл Гуменбергер (9), Йоганн Урбанек (9.2). Нападники: Адольф Фогль (9.7), Вільгельм Ганеманн (9.4), Карл Штойбер (9.3), Ігнац Зігль (7), Карл Дурспект (7.3), Леопольд Фогль (2), Антон Шалль (1.1), Леопольд Факко (1). Тренер: Йоганн Сколаут. |